# Giorgio Perlasca
Giorgio Perlasca (ur. 31 stycznia 1910 w Como, zm. 15 sierpnia 1992) – Włoch, który udając hiszpańskiego konsula generalnego na Węgrzech ocalił 5016 Żydów zagrożonych Holokaustem zimą 1944 roku.

## Życie

### Okres doII wojny światowej

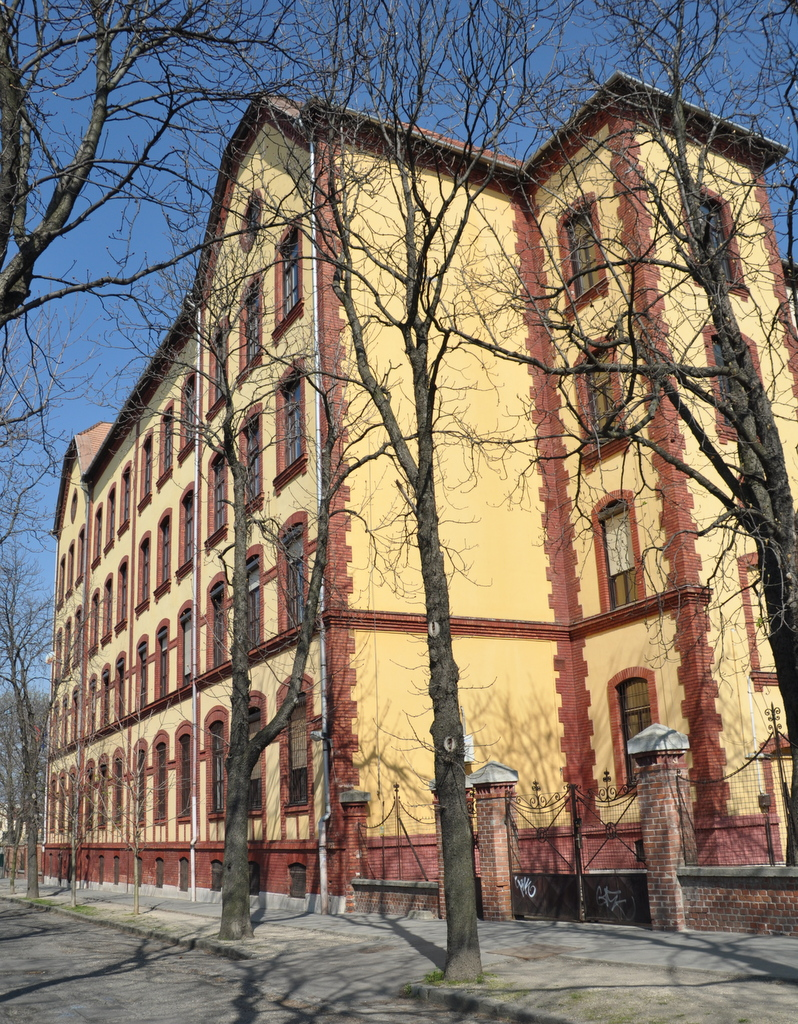
Szkoła im. Giorgio Perlaski w Budapeszcie

Perlasca urodził się w Como, a dorastał w miejscowości Maserà di Padova koło Padwy. W latach 20. został zwolennikiem faszyzmu, walczył w Afryce wschodniej podczas drugiej wojny włosko-abisyńskiej i w hiszpańskiej wojnie domowej w jednostce Corpo Truppe Volontarie, gdzie w dowód wdzięczności generała Franco otrzymał dokument gwarantujący mu ochronę w ambasadach hiszpańskich. Z czasem rozczarował się faszyzmem, zwłaszcza z powodu związków z nazizmem i ustawami antyżydowskimi, które wprowadzono we Włoszech w 1938 roku.

### Druga wojna światowa
Podczas początkowej fazy II wojny światowej Perlasca zaangażowany był w aprowizacji armii włoskiej walczącej na Bałkanach. Później został nominowany oficjalnym przedstawicielem rządu włoskiego ze statusem dyplomatycznym i posłany do Europy Wschodniej, by kupować mięso dla armii włoskiej walczącej na froncie wschodnim.
8 września 1943 roku generał Dwight Eisenhower ogłosił bezwarunkową kapitulację Włoch. Włosi musieli wybierać czy przyłączyć się do nowo utworzonej Włoskiej Republiki Socjalnej Mussoliniego czy też pozostać wiernymi królowi i walczyć po stronie aliantów.
Rozczarowany wobec faszyzmu Perlasca, który przebywał wówczas w Budapeszcie, wybrał tę drugą możliwość.Wtedy rząd węgierski, działając pod naciskiem Niemiec, uwięził go w pałacu Batthyánych w Csákánydoroszló. Po kilku miesiącach Perlasca korzystając z przepustki medycznej, która upoważniała go do podróżowania w granicach Węgier, 13 października 1944 roku uciekł i poprosił o azyl w ambasadzie hiszpańskiej powołując się na swój status weterana wojny hiszpańskiej. Zmienił imię Giorgio na Jorge, a ponieważ Hiszpania była państwem neutralnym, znów był wolnym człowiekiem.

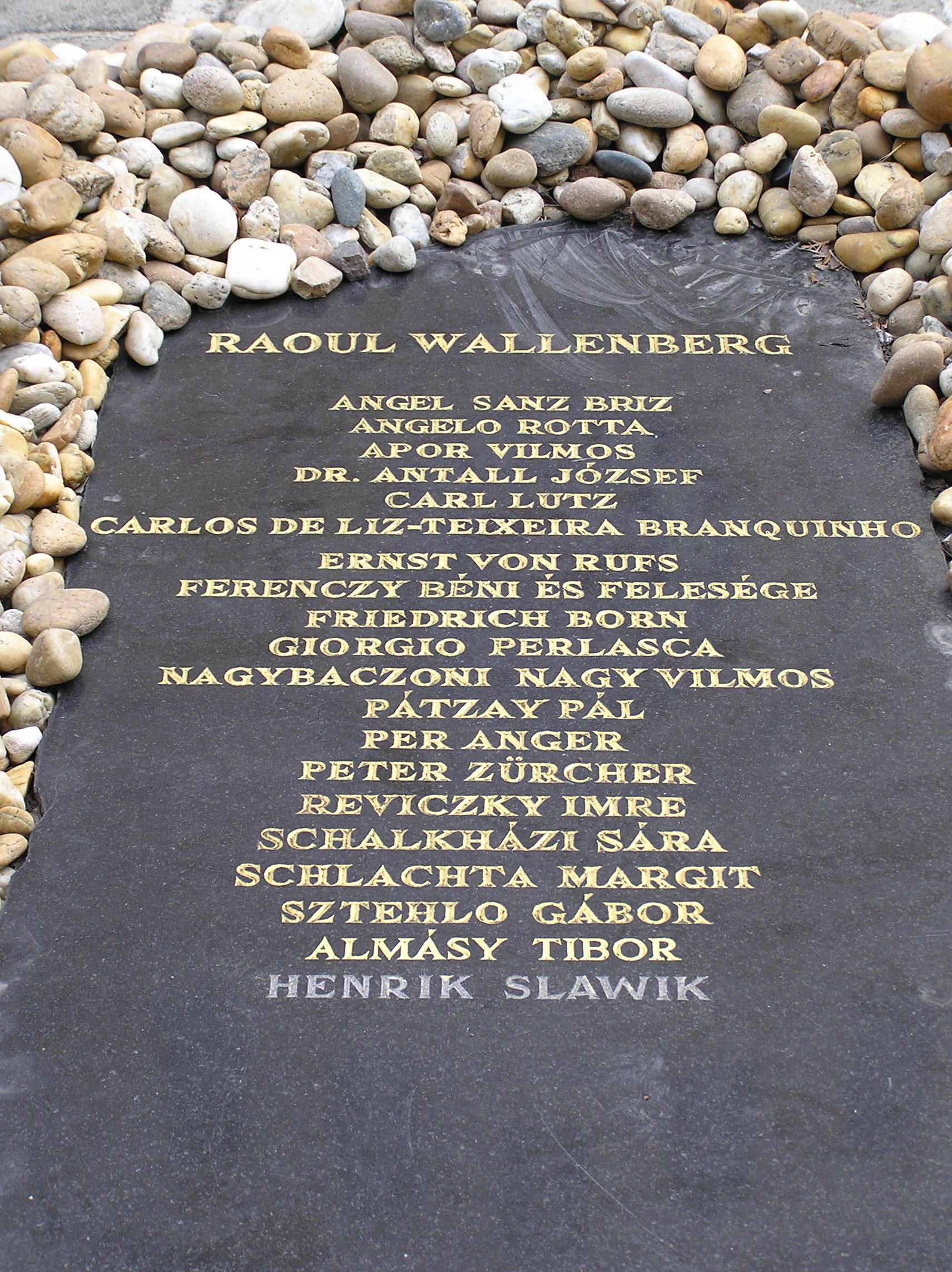
Tablica upamiętniająca osoby ratujące Żydów w okresie Holokaustu, wśród nich Giorgio Perlaskę, przy synagodze na ulicy Dohány

Pracował z hiszpańskim chargé d’affaires Ángelem Sanz Brizem i innymi dyplomatami z krajów neutralnych przy przemycaniu Żydów z Węgier. Stworzył system, w ramach którego Żydom wydawano „karty chroniące” dające im ochronę różnych państw neutralnych, a także tworzono dla nich bezpieczne domy w budynkach o statusie eksterytorialnym.
Kiedy Sanz Briz został przeniesiony z Węgier do Szwajcarii w listopadzie 1944 roku zaprosił Perlaskę, by wraz z nim przeniósł się do bezpiecznego kraju, ten jednak zdecydował się pozostać. Rząd Węgier nakazał opróżnienie budynku ambasady Hiszpanii oraz eksterytorialnych domów, w których schronili się Żydzi. Perlasca natychmiast wydał fałszywe oświadczenie, że Sanz Briz powróci wkrótce, a on sam został mianowany jego zastępcą.
Przez całą zimę Perlasca aktywnie ukrywał, chronił i karmił tysiące Żydów w Budapeszcie. Wydawał też im przepustki na przejazd na podstawie hiszpańskiej ustawy z 1924 roku, która dawała Żydom pochodzenia sefardyjskiego prawo do obywatelstwa.
W grudniu 1944 roku Perlasca ocalił dwóch chłopców od załadunku do pociągu odważnie przeciwstawiając się obecnemu tam podpułkownikowi niemieckiemu. Raoul Wallenberg, który też tam był wówczas, powiedział później Perlasce, że był to sam Adolf Eichmann. W okresie około 45 dni między 1 grudnia 1944 roku a 16 stycznia 1945 Perlasca z własnej inicjatywy ocalił ponad pięć tysięcy Żydów, mniej więcej cztery razy więcej niż słynny Oskar Schindler.

### Po wojnie
Po wojnie Perlasca powrócił do Włoch, ale nikomu, włączywszy w to rodzinę, nie opowiadał o swoich czynach wojennych aż do roku 1987, kiedy to grupa węgierskich Żydów, których ocalił go znalazła. Opis jego samotnych działań napisany przez Enrico Deaglio pod tytułem La banalità del bene (Banalność dobra) stał się bestsellerem. Telewizja RAI nakręciła na jego podstawie film.
Giorgio Perlasca zmarł na atak serca w 1992 roku otrzymawszy uprzednio odznaczenia od rządów Włoch, Węgier i Hiszpanii. Izrael uznał go za Sprawiedliwego wśród narodów świata.

## Odznaczenia i wyróżnienia
- Medal Knesetu (parlament Izraela) – Jerozolima, 1989
- Magyar Népköztársaság Csillagrendje (Order Zasługi Węgierskiej Republiki Ludowej) – Węgry, 1989
- Pieczęć miasta Padova – Padova, 1989
- Medal Muzeum Holokaustu – USA, 1990
- Grande Ufficiale della Repubblica (Order Zasługi Republiki Włoskiej) – Włochy, 1990
- Medal Raoula Wallenberga – USA, 1990
- Orden de Isabel la Católica (Order Izabeli Katolickiej) – Hiszpania, 1991
- Medaglia d’oro al merito civile (Złoty Medal Odwagi Cywilnej) – Włochy, 1992[2]

## Miejsca upamiętnienia

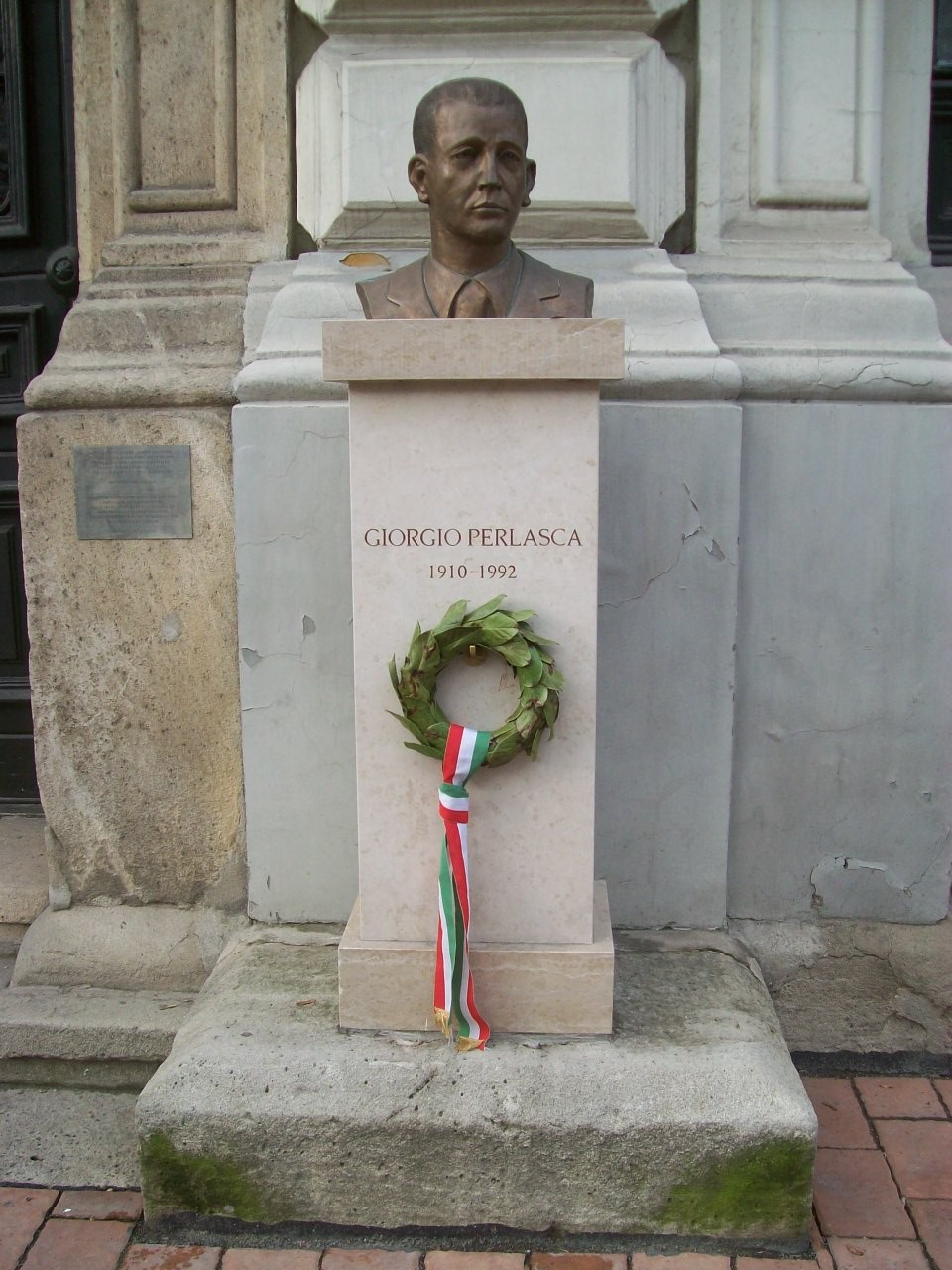
Popiersie Giorgio Perlaski w Budapeszcie

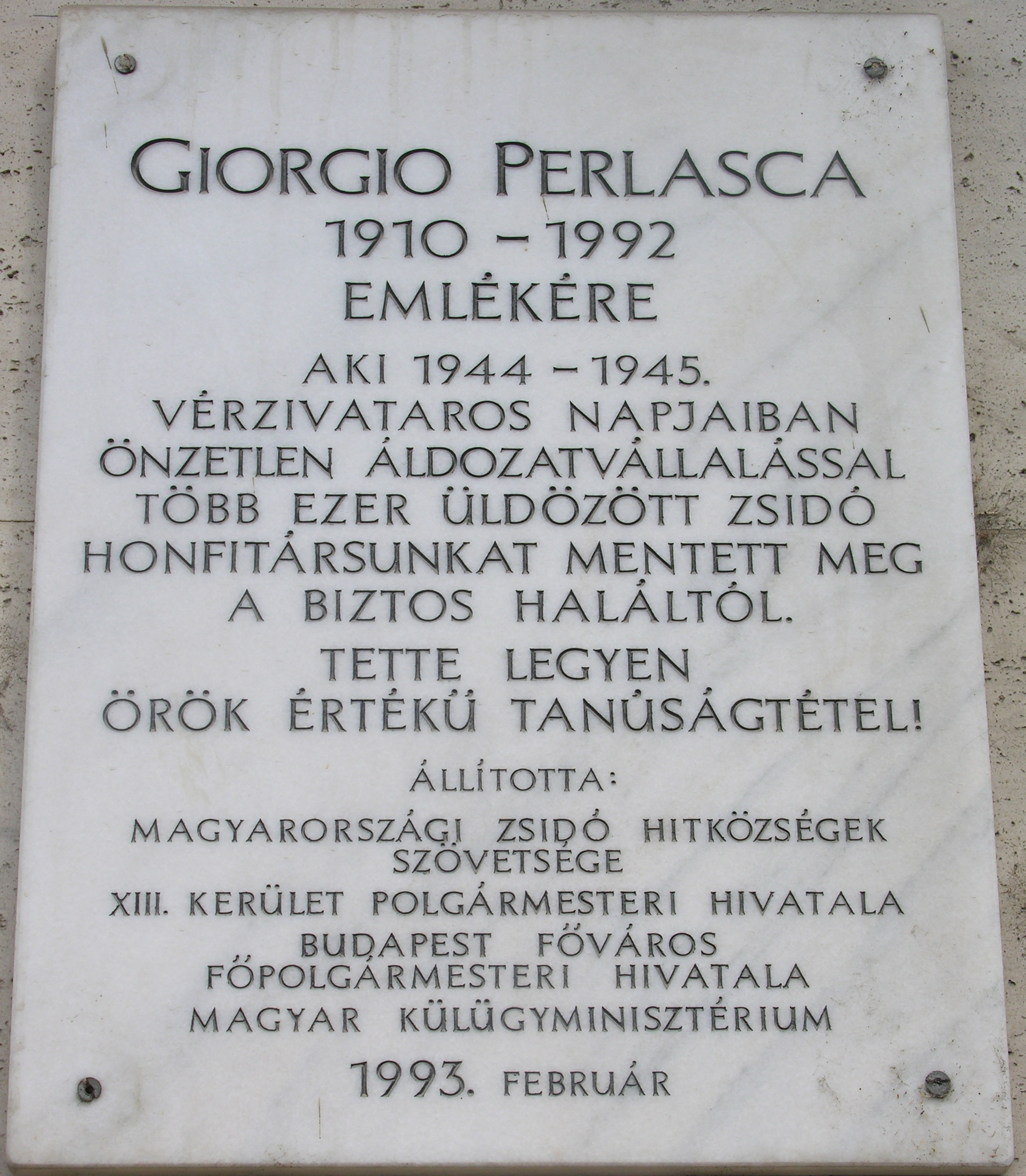
Tablica pamiątkowa na budynku przy Szent István park 35

- Tablica w Ogrodzie Pamięci Raoula Wallenberga przy synagodze (Budapeszt, VII, Dohàny utca 2)
- Szkoła Handlowo-Hotelarska im Giorgio Perlasci w Budapeszcie (Giorgio Perlasca Kereskedelmi, Vengéglátóipari Szaközépiskola és Szakiskola, Budapeszt, XI, Maglódi út 8)
- Popiersie przed Instytutem Włoskim w Budapeszcie (Budapeszt, VII, Bródy Sándor utca 8)
- Tablica na kamienicy mieszkalnym w Budapeszcie (Budapeszt, XIII, Szent István park 35)

## Filmy
- Perlasca, un Eroe Italiano 2002
- El ángel de Budapest 2011

## Książki
- Ray B. Browne (ed.) in association with Glenn J. Browne and Kevin O. Browne Contemporary heroes and heroines, Book VI, Detroit: Gale Research, 2000.
- Enrico Deaglio La banalità del bene, Milano: Feltrinelli, 1991.
- Mordecai Paldiel Saving the Jews: Amazing Stories of Men and Women Who Defied the „Final Solution,” Rockville, Md.: Schreiber, 2000.